# Acrasiodes io
Acrasiodes io är en fjärilsart som beskrevs av Pierre E.L. Viette 1954. Acrasiodes io ingår i släktet Acrasiodes och familjen tandspinnare. Inga underarter finns listade i Catalogue of Life.